# 1922年匈牙利議會選舉
1922年5月28日至6月2日在匈牙利舉行了議會選舉。結果是统一党（前身為基督教國家統一黨和全國小地主與農民黨）取得了勝利，贏得了議會245個席位中的140個，其中絕大多數是在「公開」選區，沒有秘密投票的情況下贏得的。拜特倫·伊斯特萬及其內閣延續執政。